# Jérôme Kutscher

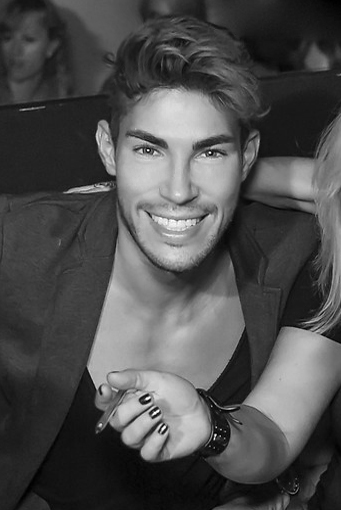
Jérôme Kutscher (2013)

Jérôme Tommaso Moses Kutscher (* 28. Februar 1986 in Mannheim) ist ein deutsches Männermodel.

## Leben
Kutschers Modelkarriere begann im Alter von sieben Jahren, als er für einen Walt-Disney-Flyer mit der Figur Goofy erstmals vor der Kamera stand; später wurde er in einem Einkaufszentrum für Fotoaufnahmen angesprochen. Mit 14 Jahren erhielt er weitere Angebote und übernahm seitdem regelmäßig Modeljobs. Als Model war er auf Modenschauen und für Foto-Shootings unter anderem für die Labels Jeremy Scott, Dolce & Gabbana, Bruno Banani, Lafayette, G-Star, Hugo Boss, Adidas, David Beckham und O'Neill am Laufsteg.
Nebenbei absolvierte er mehrere Ausbildungen, u. a. zum Bürokaufmann und zum Frisör mit Zusatzausbildung zum Visagisten. Als Stylist übernahm er z. B. das Hair-Styling bei der Berlin Fashion Week, durch Mitarbeit bei der Castingshow X-Factor bei VOX und Fashion & Fame auf Pro7 kam er in ersten Kontakt zum Fernsehen.
Kutscher ist Dozent an der yab academy (MakeUp-Artist & Hairstylisten Schule) in Berlin und war als Stylist für Udo Walz tätig.
Im Dezember 2011 scheiterte Kutscher in der Kategorie „Mister Internet“ bei der Qualifikation zur Mister-Germany-Wahl 2011/2012; daraufhin kritisierte Kutscher den Gewinner des Titels, Paul Proshkovsky, scharf.
Jérôme Kutscher übernahm kleinere Rollen in Fernsehproduktionen wie Gute Zeiten, schlechte Zeiten, Eine wie keine; seit 2011 konzentriert er sich verstärkt auf eine Karriere als Schauspieler und Sänger. 2012 wirkte Kutscher in der Promi-Ausgabe der Pseudo-Doku-Soap Mieten, kaufen, wohnen mit.
Kutscher wohnt in Berlin.

## Medienpräsenz
In den Fokus der Medien rückte Kutscher Anfang 2013 insbesondere durch seine Beteiligung an dem „Zickenkrieg“ zwischen Fiona Erdmann und Georgina Bülowius bei der 7. Staffel der RTL-Reality-Show Ich bin ein Star – Holt mich hier raus. Kutscher gilt als bester Freund Erdmanns; er begleitete Erdmann auch zum Dschungelcamp nach Australien. Zu Beginn der Show schrieb er in einem Brief an seine Freundin Fiona Erdmann: „Deine Mission ist es immer noch, das Sams mit Haarverlängerung [d.i. Georgina Bülowius] zu eliminieren“. Das Verlesen des Briefes im Dschungelcamp löste heftige Reaktionen aus. In einem Interview mit dem Radiosender Kiss FM erklärte Kutscher, die Provokation sei geplant gewesen und sei mit Erdmanns Einverständnis geschehen.
Außerdem veröffentlichte Kutscher auf seinem eigenen Facebook-Profil ein Foto, auf dem er selbst als Sams zu sehen ist; dies wurde als weitere Verhöhnung von Georgina Bülowius aufgefasst.
Über den Brief Kutschers und die Sams-Affäre berichteten zahlreiche Illustrierte und Zeitschriften wie Bunte, Bravo, diverse Boulevardmagazine, aber auch die Tageszeitung Die Welt.